# 盐城工学院
盐城工学院，是江苏省属全日制普通本科高校，实行省市共建、以省为主的管理体制，位于有“东方湿地之都，仙鹤神鹿世界”美誉的盐城市。学校于1996年5月由盐城工业专科学校与盐城职业大学合并组建而成。盐城工业专科学校（始名盐城工学院）创建于1958年，1986年成为全国建材类3所示范性高等工业专科学校之一；盐城职业大学创建于1985年。2000年，创建于1964年的盐城会计学校并入盐城工学院。截至2016年12月，学校占地面积2377亩，校舍建筑面积59.68万平方米，固定资产总值16.02亿元，教学科研仪器设备总值近3亿元。图书馆建筑面积4.7万平方米，藏书160多万册。设有20个二级学院，64个本科专业，面向全国31个省(市、自治区)招生，全日制普通本科生2万余人，联合、全程培养研究生179人。

## 历史[2]
- 1958年6月，创建；
- 1996年，盐城工业专科学校和盐城职业大学合并为盐城工学院；
- 2000年2月，盐城会计学校并入盐城工学院。
- 2007年9月，启用希望大道校区。
- 2007年11月，参加教育部本科教学水平评估获得优秀等级。
- 2008年10月，盐城工学院举办建校50周年校庆。
- 2018年，获批硕士学位授予单位”。
- 2022年，获江苏省博士学位授予立项建设单位。

## 院系设置
- 机械优集学院
- 化学与生物工程学院
- 经济与管理学院
- 电气工程学院
- 人文学院
- 设计艺术学院
- 材料工程学院
- 土木工程学院
- 纺织服装学院
- 信息工程学院
- 汽车工程学院
- 环境科学与工程学院
- 远程教育学院、盐城市广播电视大学
- 成人教育学院
- 基础教学部
- 社会教学部
- 大学外语部
- 实验教学部、工程训练部
- 体育与艺术教学部

## 知名校友
束昱辉